# Спомен-дом у Бабичком
Спомен-дом у Бабичком, код Лесковца, откривен је 7. јула 1961. године са поставком фотографија и докумената о дејствима Бабичког партизанског одреда. Свечаност је отворио Драгољуб Митић, председник Савеза бораца НОР-а општине Брестовац, а говорио је и Стојан Николић Јоле председник Среског одбора Савеза бораца Лесковац. 
На Дому се налази спомен-плоча.